# Contre-jour (émission de télévision)
Pour les articles homonymes, voir Contre-jour.
Contre-jour est une émission de télévision québécoise d'anthologie, diffusée à partir du 7 janvier 1979 à Radio-Québec.

## Épisodes

### Épisode 1:La Belle job
- Synopsis : Un chauffeur de taxi (Gilles Renaud) nous dévoile ses quelques petits secrets sur sa "belle job".
- Scénarisation : Maurice Soudeyns
- Réalisation : Jacques Faure
- Date de diffusion : 7 janvier 1979

### Épisode 2:Lèche-vitrine
- Synopsis : Marie-Reine Gauvreault (Rita Lafontaine), 35 ans, raconte sa vie derrière la vitrine de chez "Madame Claire".
- Scénarisation : Pierre A. Gariépy
- Réalisation : Yvan Dubuc
- Date de diffusion : 14 janvier

### Épisode 3:Le VoyeurouLa Fenêtre d'en face
- Synopsis : Aujourd'hui, quelques moments de la vie d'un voyeur (Hubert Loiselle).
- Scénarisation : Marc Aras
- Réalisation : Jacques Faure
- Date de diffusion : 21 janvier

### Épisode 4:Trop, c'est trop
- Synopsis : Une femme, continuellement envahie par toute sorte de gens dans son propre foyer, fête son anniversaire dans la solitude et se met à voir le monde à l'envers.
- Distribution : Gisèle Dufour, René Migtiaccio, Marcel Séguin, Chantal St-Cyr, Jocelyne Venne
- Scénarisation : Lise Lemay-Rousseau
- Réalisation : Yvan Dubuc
- Date de diffusion : 28 janvier

### Épisode 5:Des yeux pour voir
- Synopsis : Maryse, jeune femme dans la trentaine, devient aveugle. Après une période de révolte, elle se rend compte que sa nouvelle vision des choses est d'une grande beauté.
- Distribution : Catherine Bégin et Astrid Denelle
- Scénarisation : Roch Carrier ou Georgette Duchaîne
- Réalisation : Yvan Dubuc
- Date de diffusion : 11 février

### Épisode 6:Portrait de l'artiste en séducteur
- Synopsis : Un célibataire de 40 ans reçoit une troublante missive d'une amie qui lui dit que sa jeune fille a besoin d'étre initiée…
- Distribution : Pierre Beaudry, Victor Désy, Lisette Guertin, Yves Létourneau
- Scénarisation : André Ricard
- Réalisation : Jacques Faure
- Date de diffusion : 18 février

### Épisode 7:Cadence
- Synopsis : Il est pénible pour un travailleur d'être déplacé d'une tâche qu'il occupe depuis de nombreuses années. Dans notre société, c'est souvent un événement que l'on passe sous silence… le silence d'une certaine lâcheté… ou d'une certaine fatigue.
- Distribution : Michel Forgues, Yvon Leroux, Michel Vivier
- Scénarisation : Claude Brochu
- Réalisation : Yvan Dubuc
- Date de diffusion : 25 février

### Épisode 8:L'Attente
- Synopsis : Monique est enceinte de huit mois. Nous partageons avec elle le désarroi que lui cause l'attente de son mari, absent pour des raisons indéterminées.
- Distribution : Louise Laparé et Charlie Beauchamp
- Scénariste : Manon Barbeau
- Réalisation : Jacques Faure
- Date de diffusion : 4 mars

### Épisode 9:Sortie
- Synopsis : Être ou ne pas être un acteur face à sa vie. Être ou ne pas être un acteur face à sa mort.
- Distribution : Yvon Leroux, Colette Brossoit, Michel Dumont
- Scénarisation : Michel Forgues
- Réalisation : Yvan Dubuc
- Date de diffusion : 11 mars

### Épisode 10:L'Anniversaire
- Synopsis : Une mère hongroise attend son fils pour célébrer l'anniversaire de ce dernier. Cette femme a dû fuir devant l'occupation allemande. Elle se retrouve finalement au Québec, où, à cause de sa possessivité, elle démolit son dernier pays : sa famille.
- Distribution : Françoise Berd et Gilbert Beaumont
- Scénarisation : Jorge Fajardo
- Réalisation : Guy Leduc
- Date de diffusion : 18 mars

### Épisode 11:L'Embarras
- Synopsis : Les tardifs émois d'un brave homme, père de famille hanté par l'image d'une femme.
- Distribution : Louis de Santis, Jean-Guy Latour et Carole Séguin
- Scénarisation : Yves Thériault
- Réalisation : Yvan Dubuc
- Date de diffusion : 25 mars

### Épisode 12:Secret de concierge
- Synopsis : Homme à tout faire, Georges St-Jean nous livre un peu la vie d'un concierge.
- Distribution : Jean-Pierre Masson
- Scénario : Louis Pelletier-Diamini
- Réalisation : Guy Leduc
- Date de diffusion : 1er avril, initialement diffusé en 1977 dans Bonjour la vie

### Épisode 13:Exercice pour une comparution
- Synopsis : À la veille de son divorce, une femme répète le témoignage qu'elle devra faire entendre à la Cour et cherche à choisir entre les vérités.
- Distribution : Dorothée Berryman
- Scénarisation : Suzanne Jacob
- Réalisation : Yvan Dubuc
- Date de diffusion : 8 avril

### Épisode 14:Divagations sur des thèmes connus
- Synopsis : Un violoniste de l'orchestre symphonique se retrouve dans un parc public à la fin de la soirée. Légèrement gris, il nous raconte ses aventures.
- Distribution : Yvan Canuel
- Scénarisation : Roger Garand
- Réalisation : Guy Leduc
- Date de diffusion : 15 avril

### Épisode 15:La Chanson et le Feu
- Synopsis : Dans une chanson, il y a plus qu'une chanson. Elle réunit les racines d'un homme à son futur, celles d'un poète penché sur une chanson à faire, apercevant toute sa vie.
- Distribution : Jean-Marie Lemieux
- Scénarisation : Roch Carrier
- Réalisation : Yvan Dubuc
- Date de diffusion : 22 avril

### Épisode 16:La Machine à faire les mots
- Synopsis : Un auteur doit fournir un texte. Seul devant sa machine à écrire et une page blanche, il remet en question l'acte d'écriture face à un engagement humanitaire et aussi face à lui-même.
- Distribution : Bonfield Marcoux
- Scénarisation : Maurice Soudeyns
- Réalisation : Guy Leduc
- Date de diffusion : 29 avril

### Épisode 17:Pointe-sèche
- Synopsis : Pour certains êtres, tout est décidé à 20 ans. Le reste de leur vie n'est qu'une répétition des mêmes moments arrêtés dans le temps et revécus comme un cérémonial. Pointe sèche est une illustration pour le livre de la souvenance d'une femme de 55 ans qui n'en finit plus d'avoir 20 ans.
- Distribution : Olivette Thibault
- Scénariste : Jean Daigle
- Réalisation : Yvan Dubuc
- Date de diffusion : 6 mai

### Épisode 18:Le Labyrinthe
- Synopsis : Un homme se retrouve dans un espace physique réel sans se souvenir de son passé. Il cherche à retrouver avec le peu d'indices qu'il possède : l'être qu'il a été…
- Distribution : Michel Cartier
- Scénario : Fulvio Caccia
- Réalisation : Guy Leduc
- Date de diffusion : 13 mai

### Épisode 19:Rosalie Larose
- Synopsis :
- Distribution : Jocelyne Goyette
- Scénarisation : Jocelyne Goyette
- Réalisation : Yvan Dubuc
- Date de diffusion : 20 mai

### Épisode 20:Conrad
- Synopsis : Les confidences de Conrad, gardien, veilleur de nuit, dormant le jour et travaillant la nuit, au soleil des lampes électriques.
- Distribution : Yvon Leroux
- Scénarisation : Pierre Gauvreau
- Réalisation : Guy Leduc
- Date de diffusion : 27 mai, initialement diffusé en 1977 dans Bonjour la vie

### Épisode 21:Un amour pas comme les autres
- Synopsis : Comme le dit cet adage, l'amour n'a pas d'âge. Véronique et Sylvain en sont un exemple qui rend fort bien justice à la maxime. Sylvain, maintenant devenu photographe, immortalisera les images d'un passé, d'un présent même plus heureux, par le truchement de sa caméra et donnera au dicton populaire sa plénitude.
- Distribution : Camile Bélanger, Mimi d'Estée, Alain Gélinas[1], Mitsou Gélinas[2], René Migtiaccio, Thérèse Morange, Sébastien Rose
- Scénarisation : Normand Gélinas
- Réalisation : Yvan Dubuc
- Date de diffusion : 3 juin

### Épisode 22:Le Matin d'Agnoche
- Synopsis : Presque révolu le temps où le quêteux apportait les nouvelles d'un village à un autre. Aujourd'hui, Agnoche nous compare la vie d'antan à celle d'aujourd'hui.
- Distribution : Yves Massicotte
- Scénario : Monique Miville-Deschênes
- Réalisation : Guy Leduc
- Date de diffusion : 10 juin, initialement diffusé en 1977 dans Bonjour la vie

### Épisode 23:Le Mur
- Synopsis : Une femme-mère, Marthe V. Dubois, face au mur de silence qu'est son fils adolescent, découvre comment le silence la manipule et décide de rompre avec ce qui en elle répond et entretient les jeux du chantage.
- Distribution : Hélène Loiselle
- Scénario : Suzanne Jacob
- Réalisation : Yvan Dubuc
- Date de diffusion : 17 juin

### Épisode 24:L'Échantillon
- Synopsis : Lucie fait une réflexion sur son travail et sur sa vie privée. Elle est sans illusion sur la grisaille et la monotonie du quotidien. En dépit de tout, elle cherche à avoir des droits sur sa vie.
- Distribution : Luce Guilbeault
- Scénarisation : France Théoret
- Réalisation : Yvan Dubuc
- Date de diffusion : 1er juillet

### Épisode 25:Regarde, papa
- Synopsis : Au cours d'un vol en direction de Fort-Chimo, un jeune homme est amené à détruire un à un les fantasmes derrière lesquels il avait abrité sa vie jusque-là.
- Distribution : Reynald Bouchard, Miriame Lupien Bouchard, Louis Caron, Josée Cusson, Denis Marteau, Anne-Marie Rocher
- Scénarisation : Louis Caron
- Réalisation : Jacques Faure
- Date de diffusion : 8 juillet

### Épisode 26:Les Confidences d'Odette
- Synopsis : Odette Blanchard, animatrice de ligne ouverte à la radio, sait-elle qu'on l'épie dans ses moindres gestes et paroles, pendant qu'assaillie de problèmes elle tente de régler ceux des autres ?
- Distribution : Nicole Leblanc
- Scénarisation : Serge Sirois
- Réalisation : Jacques Faure
- Date de diffusion : 15 juillet

### Épisode 27:La Dame de cent ans
- Synopsis : Une centenaire accepte de se laisser interviewer en studio où elle dévoile des expériences de vie qui l'ont amenée à des niveaux de conscience insoupçonnés.
- Distribution : Huguette Oligny, Claude Desjardins, Josée La Bossière
- Scénarisation : Françoise Loranger
- Réalisation : Jacques Faure
- Date de diffusion : 22 juillet

### Épisode 28:L'Immigrant
- Synopsis :
- Distribution : Pierre Beaudry
- Scénarisation : Gary Klang
- Réalisation : Guy Leduc
- Date de diffusion : 5 août

### Épisode 29:Il sera une fois dans...?
- Synopsis : Marthe s'est établie au Québec depuis plusieurs années. Elle n'en est pas malheureuse bien au contraire, mais cela ne l'empêche pas de passer sur des situations quotidiennes, ses remarques toutes "provençales".
- Distribution : Clairette Oddera
- Scénarisation : Gérard Eymard
- Réalisation : Guy Leduc
- Date de diffusion : 19 août

### Épisode 30:Je m'appelle Ariane, j'ai 13 ans, puis j'pense que je suis différente
- Synopsis : Dans le cadre de l'Année de l'Enfant, une jeune fille présente une version de la vie d'adolescent.
- Distribution : Catherine Godord-Pagé
- Scénarisation : Pierre-Jean Brouille
- Réalisation : Guy Leduc
- Date de diffusion : 2 septembre

### Épisode 31:Car Wash
- Synopsis : Accompagnant sa famille venue s'installer au Québec, le jeune German raconte, avec sa vision toute colombienne son expérience dans un lave-auto, où il travaille pour payer ses études.
- Distribution : German Gutierrez
- Scénarisation : Jorge Ruiz
- Réalisation : Guy Leduc
- Date de diffusion : 23 septembre

### Épisode 32:Allô papa
- Synopsis :
- Distribution : Michel Forgues
- Scénarisation : Élizabeth Bourget
- Réalisation : Guy Leduc
- Date de diffusion : inconnue. Note : Les télé-horaires ont omis de fournir un titre pour les dates suivantes : 4 février, 29 juillet et 9 septembre